# Heinrich Heine (Schiff, 1969)
Die Heinrich Heine war ein Ausflugsschiff, das im Auftrag der Köln-Düsseldorfer Deutsche Rheinschiffahrt AG in der Hauptsaison im Rundfahrtverkehr auf dem Niederrhein bei Düsseldorf eingesetzt wurde. Das kleinste Schiff der Köln-Düsseldorfer wurde von der Reederei schon mehrfach in Bezug auf das jeweilige aktuelle Einsatzgebiet umbenannt. Neben den planmäßigen Einsätzen wurde die Heinrich Heine als Partyschiff zur Vermietung angeboten. Altersbedingt wurde das Schiff im Jahr 2019 ausgemustert und durch die Rheinkrone ersetzt.

## Weblinks

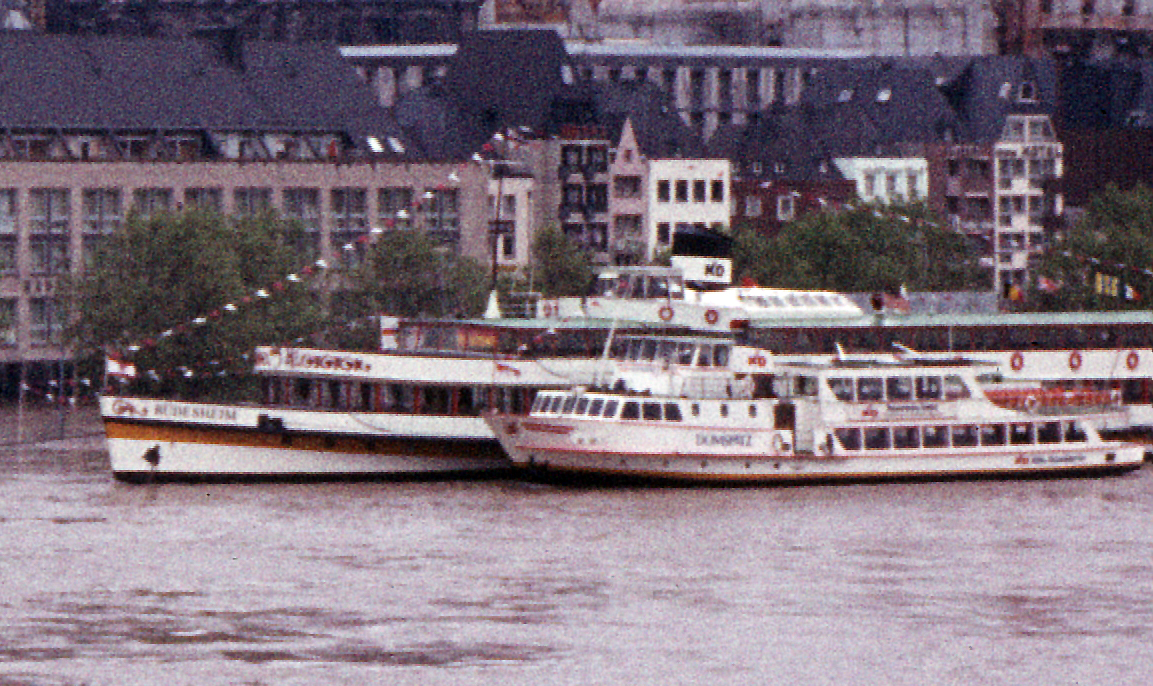
Das Schiff als Domspatz beim Rheinhochwasser 1983 neben dem Raddampfer Rüdesheim

## Geschichte

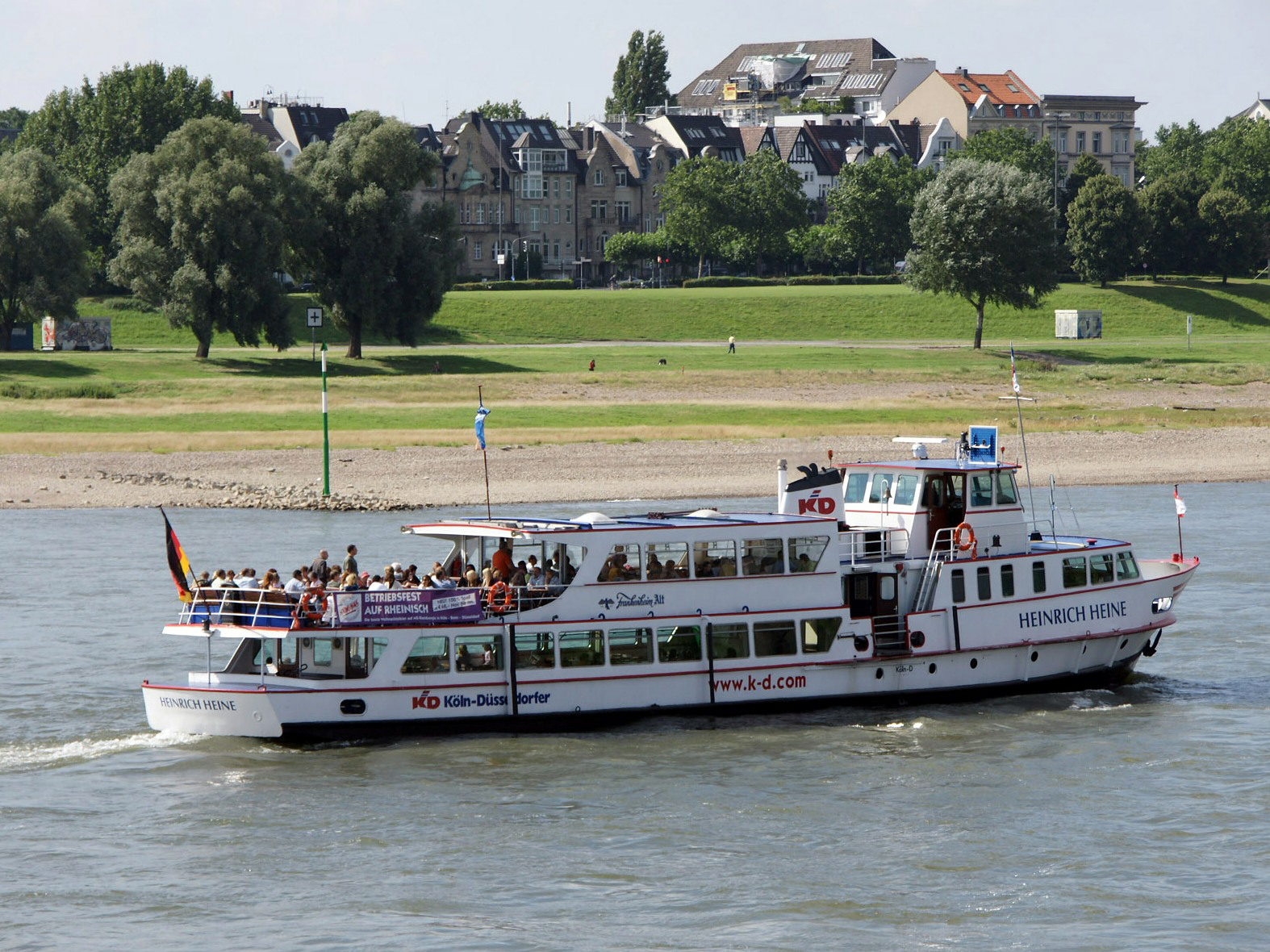
Auf Fahrt in Düsseldorf

Das Schiff wurde im Jahre 1969 im Auftrag der NV. Rotterdamsche Tramweg Mij in Rotterdam bei der Schiffswerft Peters in Dedemsvaart (NL) gebaut und auf den Namen der Gemeinde Schouwen-Duiveland getauft. 1981 wurde sie an die Köln-Düsseldorfer verkauft und auf den Namen Domspatz umbenannt. Der neue Besitzer setzte das Schiff bis 2001 im Rundfahrverkehr auf dem Rhein bei Köln ein. Von 2001 bis 2003 setzte die Reederei das Schiff als Treis-Karden im Ausflugsverkehr auf der Mosel ein. Seit 2003 wird sie mit dem Namen des in Düsseldorf gebürtigen Dichters und Schriftstellers Heinrich Heine im Rundfahrtverkehr in Düsseldorf eingesetzt. Im Dezember 2008 wurde das Schiff an die hundertprozentige Unternehmenstochter KD Europe S.à r.l in Luxemburg verkauft und anschließend im Januar 2009 in Valletta auf Malta registriert. Da die Schiffe der Köln-Düsseldorfer ihren Heimathafen mangels Hochsee-Tauglichkeit nicht erreichen können, werden sie im Niehler Hafen in Köln gewartet.

## Ausstattung und Technik
Die Heinrich Heine ist ein Zweideck-Fahrgastschiff mit zwei Salons in den geschlossenen Bereichen. Die Nutzfläche des Schiffes beträgt zirka 220 m², die Deckenhöhe 2,20 m. Bei Normalbestuhlung finden im hinteren Hauptdeck 92 und im vorderen Oberdeck 52 Fahrgäste Platz. Das im Oberdeck achtern liegende Sonnendeck ist für bis zu 50 Personen ausgelegt. Zusätzlich wurde im vorderen Hauptdeck ein kleiner Barbereich mit zwölf Plätzen eingerichtet. Das Schiff wird von zwei Dieselmotoren à 169 kW von Deutz angetrieben.